# 松浦致
松浦 致（まつら いたる）は、江戸時代中期の大名。肥前国平戸新田藩の第4代藩主。

## 略歴
平戸藩6代藩主・松浦篤信の6男。
享保13年（1728年）11月23日、先代藩主松浦鄰の末期養子として家督を相続した。享保19年（1734年）11月1日、8代将軍徳川吉宗に御目見した。同年12月18日、従五位下・大和守に叙任した。明和3年（1766年）5月21日、家督を長男の宝に譲って隠居した。隠居後、通称を織部正に改めた。宝は天明3年（1783年）5月7日に死去し、その後を追うように同年8月8日、致も死去した。享年68。

## 系譜
父母
- 松浦篤信（実父）
- 松浦鄰（養父）

正室
- 牧野貞通の娘

子女
- 松浦宝（長男）生母は正室
- 大久保教近正室
- 大沢基年室後に福原資明継室